# Макмешен (Західна Вірджинія)
Макмешен (англ. McMechen) — місто (англ. city) в США, в окрузі Маршалл штату Західна Вірджинія. Населення — 1697 осіб (2020).

## Географія
Макмешен розташований за координатами 39°59′11″ пн. ш. 80°44′1″ зх. д. / 39.98639° пн. ш. 80.73361° зх. д. (39.986517, -80.733493).  За даними Бюро перепису населення США в 2010 році місто мало площу 2,16 км², з яких 1,48 км² — суходіл та 0,69 км² — водойми.

## Демографія
Згідно з переписом 2010 року, у місті мешкало 1926 осіб у 856 домогосподарствах у складі 516 родин. Густота населення становила 890 осіб/км².  Було 971 помешкання (449/км²).
Расовий склад населення:
| - 97,7 % — білих - 1,0 % — чорних або афроамериканців - 0,2 % — корінних американців - 0,2 % — азіатів |

До двох чи більше рас належало 0,8 %. Частка іспаномовних становила 1,0 % від усіх жителів.
За віковим діапазоном населення розподілялося таким чином: 20,9 % — особи молодші 18 років, 61,4 % — особи у віці 18—64 років, 17,7 % — особи у віці 65 років та старші. Медіана віку мешканця становила 41,6 року. На 100 осіб жіночої статі у місті припадало 94,5 чоловіків;  на 100 жінок у віці від 18 років та старших — 89,0 чоловіків також старших 18 років.
Середній дохід на одне домашнє господарство  становив 47 020 доларів США (медіана — 41 000), а середній дохід на одну сім'ю — 57 130 доларів (медіана — 53 047). Медіана доходів становила 45 625 доларів для чоловіків та 25 625 доларів для жінок. За межею бідності перебувало 15,1 % осіб, у тому числі 30,3 % дітей у віці до 18 років та 8,9 % осіб у віці 65 років та старших.
Цивільне працевлаштоване населення становило 755 осіб. Основні галузі зайнятості: освіта, охорона здоров'я та соціальна допомога — 33,4 %, роздрібна торгівля — 18,0 %, сільське господарство, лісництво, риболовля — 11,3 %, мистецтво, розваги та відпочинок — 8,2 %.